# ابیاتامانگالا
ابیاتامانگالا (به انگلیسی: Abyathamangala) در هند است که در کارناتاکا واقع شده‌است.